# 第19工兵連隊 (フランス軍)
第19工兵連隊（だいじゅうきゅうこうへいれんたい、19e régiment du génie：19e RG）は、ドゥー県ブザンソンに駐屯する、第1機甲師団隷下のフランス陸軍の工兵連隊である。
兵種は工兵、伝統的区分も工兵である。

## 沿革
- 1962年：ブザンソン、ヴォーバンに移駐。
- 1999年：第7機甲旅団隷下となる。
- 2016年：第1機甲師団隷下となる。

## 最新の部隊編成
- 連隊本部
- 本部管理中隊
- 第1中隊
- 第2中隊
- 第3中隊
- 第4中隊
- 偵察・支援中隊（1個偵察小隊、1個対戦車小隊、1個迫撃砲小隊含む）
- 管理支援中隊（武器・車両・通信の整備など）

### 定員
- 連隊の人員構成としては、約1,000名からなる。

## 主要装備
- GIAT BM92-G1
- FA-MAS
- FR-F2
- AAT-F1
- AA-52
- 12.7mm重機関銃
- LLR 81mm迫撃砲
- EBG（装甲工兵車）
- MFRD（地雷敷設車）
- PMM（地雷除去車）
- PAA（パネル型架橋車）
- MPG（多目的工兵車、バケットローダー）
- EFA（浮橋車）
- MAT（車両渡河資材）
- EMAD（）
- VAB
- VAL
- P4